# Narayola
Narayola es una localidad del municipio de Camponaraya, en la comarca de El Bierzo, provincia de León, comunidad autónoma de Castilla y León, España.
Destaca por su agricultura hortofrutícola y vinícola.
Su ubicación geográfica es 42° 33′ 17″ N, 6° 44′ 02″ O. Sus accesos principales por carretera son la radial N-VI y la A-6, a dos kilómetros. La capital de la comarca, Ponferrada está situada a diez km.

## Localización
Se encuentra entre las siguientes localidades:
- Carracedelo al SO.
- Carracedo del Monasterio al O.
- Cacabelos al NO.
- Magaz de Abajo y Magaz de Arriba al NE.
- Camponaraya al E.
- Dehesas al S

## Historia
Se sabe que Narayola ya existía en el siglo X, pues se menciona en el privilegio fundacional de Carracedo del año 992: «Per vadunm Stephany viam que ducit fonten ausalem usque ad vallem mayorem, et descendit viam que vadit Magace usque ad terminium de Narayola». De los topónimos mencionados (vado de San Esteban, Fontousal, Valle Mayor, Magaz y Narayola),todos a lugares que fueran núcleos de población, por lo que es difícil saber si en el siglo X Narayola era un simple pago o un lugar habitado.
Hasta el sigo XVII no hay datos seguros de la existencia de una villa, pese a varios documentos anteriores que mencionan este lugar. En 1023, una tal Sendina dona al monasterio de Samos una «hereditatem quam habeo in territorio bergidense, ripa rivulo Cua et Naraiola ;et est ipsa hereditas inter villam Carriceto et vestrum monasterium sancti Ioahannis». La situación de esta extensa heredad, tan alejada de la actual Narayola, conduce a pensar que la naraiola de documento debe referirse al río Naraya.

## Agricultura y ganadería
En su municipio se producen vinos de gran calidad, de la denominación de origen El Bierzo, exportados a diversos sitios como Alemania y Estados Unidos. En el municipìo de Camponaraya tiene su sede la cooperativa Viñas de El Bierzo, la más longeva y la de mayor producción en tonelaje de uvas de la comarca. 
Otros productos reconocidos son la frutas y hortalizas de las denominaciones de origen manzana reineta de El Bierzo, pimiento de El Bierzo, pera conferencia, castañas del Bierzo o las Cerezas del Bierzo. 
La ganadería, aunque ha sufrido un retroceso en el municipio debido al crecimiento del pueblo, sigue teniendo importancia económica.

## Gastronomía
La localidad se encuentra en la zona vitivinícola Denominación de Origen Bierzo y dentro  de las áreas de la denominación I.G.P. para el Pimiento Asado de El Bierzo, D.O.P Manzana Reineta del Bierzo, Marca de Garantía Pera Conferencia de El Bierzo, Marca de Garantía Cereza del Bierzo, Marca de Garantía Castaña del Bierzo, I.G.P. Cecina de León e I.G.P. Botillo de El Bierzo.

## Accesos
Se accede a la población por la A6 que une Madrid con La Coruña, por la N6 que también une Madrid con La Coruña, o por tren, dada la cercanía con el municipio de Ponferrada.

## Geografía
Narayola está situado en el oeste de la provincia de León, España, entre 478 y 700 metros de altitud, en el centro de El Bierzo, cuenca intramontañosa de origen tectónico, formada por materiales sedimentarios, que se ve surcada de valles de dirección norte-sur, abiertos por los ríos que bajan de la sierra de Ancares, Cordillera Cantábrica y Montes de León y dejan entre sí interfluvios de formas alomadas, cerros aislados y varios conjuntos de terrazas deformadas por la erosión.

### Clima
El clima de esta zona de El Bierzo Bajo se caracteriza por una temperatura media anual suave, en torno a los 12 °C. Los inviernos son fríos y con frecuentes nieblas; los veranos suaves, aunque no son raros los días con temperaturas muy altas. Las precipitaciones, una o dos veces al año en forma de nieve, son relativamente abundantes, aunque desigualmente distribuidas: la media supera los 645 mm, siendo el invierno y la primavera las estaciones más lluviosas.

### Vegetación
El relieve, las aguas y el clima juegan un destacado papel en la vegetación, muy modificada por la acción antrópica. Sólo al norte, en las zonas más elevadas, perviven restos de la vegetación nativa, robles y encinas. Hoy abundan los árboles de ribera, chopos, alisos o humeiros, sauces y, especialmente, frutales (cerezos, nogales y castaños).

## Fiestas típicas
En Narayola se celebran :
- El 17 de enero: San Antonio.
- El 2 de febrero: Las Candelas.
- 15 y 16 de agosto: las Fiestas Grandes, que son en honor a Nuestra Señora y a San Roque.
- El 31 de octubre y 1 de noviembre: Noche del terror.
- El 15 de agosto tiene lugar la mayor concentración de coches clásicos de la comarca del Bierzo con más de 180 vehículos[cita requerida].
- La Ruta del Vino más popular del Bierzo, coincidiendo con las Fiestas de San Roque.
- La noche de terror.
- Verbena Fest, un espectáculo único por primera vez en el Bierzo: Las orquestas Panorama y París de Noia actuarán durante 6 horas el día 22 de abril de 2024.

## Turismo y recreación
El pueblo ha experimentado un aumento del número de visitas debido a la desviación del Camino de Santiago a Carracedo del Monasterio. Existen varias zonas verdes, como la plaza de la Ermita, situada en el centro del pueblo y cruce de las dos principales vías que recorren la población. La zona denominada «La regueiriña» está dotada con mobiliario público para el descanso, además la localidad también cuenta con un amplio merendero, parque público, campos de fútbol, baloncesto, polideportivo y una nave del pueblo que funciona como lugar de reuniones, talleres y juntas vecinales, así como con una biblioteca y sala de informática.

## Personas y bandas ilustres
- Lisardo Rubio, natural de Narayola.
- Entre Pesetas
- Luis Vázquez Martínez, Catedrático de Matemática Aplicada.